# América Tucumán
El Canal 28 de Tucumán, más conocido como América Tucumán, es un canal de televisión abierta argentino afiliado a América Televisión y A24 que transmite desde la ciudad de San Miguel de Tucumán. El canal se llega a ver en todo el Gran San Miguel de Tucumán y zonas aledañas. Es operado por V.P. Inversora.

## Historia
El 27 de febrero de 2015, la Autoridad Federal de Servicios de Comunicación Audiovisual, mediante la Resolución 39, llamó a concurso público para adjudicar una licencia comercial de televisión digital en la provincia de Tucumán (cuya señal sería emitida en el canal 28.1). En el concurso (cuya apertura de sobres se dio en mayo) solo se presentó la empresa V.P. Inversora, una empresa que forma parte del Grupo América (ex Grupo UNO, de Daniel Vila y José Luis Manzano) y cuyos accionistas son Sergio Ceroi y Sergio Rez Masud.
El 19 de octubre de 2015, la A.F.S.C.A. adjudicó el canal 28.1 a V.P. Inversora por el período de 10 años, cumplidos a partir del día de inicio de sus transmisiones regulares.
En 2017, América Tucumán se instaló en la capital tucumana, en la calle San Martín 1064 y comenzó a transmitir por la TDA (Televisión Digital Abierta) mediante el canal 28.1, sin embargo recién en mayo de 2018, incorporó programación local que se emite en HD, siendo entonces América Tucumán, el primer canal de la provincia en emitir bajo ese formato.

## Programación
Originalmente gran parte de la programación del canal, consistía en retransmitir los contenidos del Canal 2 de La Plata (cabecera de la cadena América TV, cuyos estudios se encuentran en la ciudad de Buenos Aires), luego por decisión del Grupo América comenzó a retransmitir programación del canal A24, hasta la actualidad.9

La señal también posee programación local, entre los que se destacan Buen Día América (Servicio Informativo Matutino), Más Noticias (Magazine matutino de Noticias), Los Primeros HD (Noticiero del mediodía conducido por Omar Noblega), Todo Pasa (Magazine de la Tarde), Mas Deportes (Noticiero Deportivo de los domingos), América Tucumán Noticias (es el servicio informativo del canal) y también se emitieron programas destacados como A las 7 (magazine matutino que anteriormente se emitía por Canal 8 Tucumán, hasta su cancelación en marzo de 2018).

## América Tucumán Noticias
Es la versión local del noticiero porteño América Noticias para Tucumán. Su primera emisión fue el 23 de mayo de 2018. El noticiero sólo posee una edición que se emite de lunes a viernes a las 20:00 (UTC -3), conducido por Guillermina Fernández Luaces y Cecilio Lampasona, y se retransmite a la medianoche.